# Liste der Bodendenkmale in der Samtgemeinde Herzlake
In der Liste der Bodendenkmale in der Samtgemeinde Herzlake sind die Bodendenkmale der niedersächsischen Samtgemeinde Herzlake aufgeführt. Die Quelle ist der Denkmalatlas Niedersachsen.
- Bitte beachten Sie, dass diese Liste keinen Anspruch auf Vollständigkeit erhebt.
- Die Angaben ersetzen nicht die rechtsverbindliche Auskunft der zuständigen Denkmalschutzbehörde.
- Es sind nur Daten aus dem Denkmalatlas verarbeitet.
- Der Stand der Liste ist der 30. März 2025.

Samtgemeinde Herzlake im Landkreis Emsland

## Allgemein
In den Spalten finden sich folgende Informationen des Bodendenkmales:
| Lage         | geographische Koordinaten                                                           |
| Bezeichnung  | Bezeichnung lt. Denkmalatlas                                                        |
| Beschreibung | Beschreibung lt. Denkmalatlas                                                       |
| ID           | Objekt-ID                                                                           |
| Bild         | Bild, ggf. zusätzlich mit Link zu weiteren Fotos im Medienarchiv Wikimedia Commons. |

## Aselage
| Lage                        | Bezeichnung        | Beschreibung | ID       | Bild |
| --------------------------- | ------------------ | --- | -------- | ---- |
| 52° 41′ 29″ N, 7° 39′ 53″ O | Aselage 1, Aseburg | Nahezu dreieckige Hauptburg von 80 m Länge und 60 m Breite von 16 m breitem und 2,20 m hohem Wall umgeben. Im Westen vorgelagert ist eine Vorburg von 60 m Breite und 50 m Länge, die nur im Westen einen schwach erhaltenen Wallrest besitzt. Zwischen Vorburg und Hauptburg ein breiter Graben. Datierung: 9.-11. Jh. Die Aseburg gehörte mit großer Wahrscheinlichkeit dem Edlen Wal, der 1074 seine Güter u. a. in Aselage dem Bischof von Osnabrück verkaufte und sie als Lehen auf Lebenszeit wieder zurückbekam. Da er keine männlichen Nachkommen hatte, kam die Burg als Allod in die Hand des Osnabrücker Bischofs. Diese Rechtsstellung ist für das Jahr 1240 erstmals bezeugt. Der nahegelegene „Schultenhof Busche“ dürfte aus dem Wirtschaftshof der Burg hervorgegangen sein. | 28963173 |      |

## Herzlake

### Westrum

#### Westrum 5
- ID:28963170
- Grabhügelfeld.

| Lage                        | Bezeichnung | Beschreibung | ID       | Bild |
| --------------------------- | ----------- | --- | -------- | ---- |
| 52° 41′ 12″ N, 7° 38′ 6″ O  | Westrum 5   | Durchmesser ca. 7,5 m und Höhe ca. 0,3 m. Flache, unförmige Bodenerhebung. Als Hügel kaum zu erkennen. Unregelmäßige Oberfläche mit Pflanzungsfurchen.                                                                                                | 28963175 | BW   |
| 52° 41′ 12″ N, 7° 38′ 6″ O  | Westrum 6   | Durchmesser ca. 15 m und Höhe ca. 1 m. Fast rund mit leichter unförmiger Oberfläche. Starke Tiergänge und leichte Pflanzungsfurchen. Im nördlichen Bereich durch Bodenaushebung leicht angeschnitten.                                                 | 28963176 | BW   |
| 52° 41′ 11″ N, 7° 38′ 6″ O  | Westrum 7   | Durchmesser ca. 17,5 m und Höhe ca. 1,3 m. Rund. Durch Pflanzungsfurchen leichte Unförmigkeit. | 28963177 | BW   |
| 52° 41′ 12″ N, 7° 38′ 5″ O  | Westrum 8   | Durchmesser ca. 14 m und Höhe ca. 1 m. Rund. Fast rund. Gestörter Eindruck durch Sandentnahme im östlichen Bereich. Hügelfuß durch Waldweg im nordöstlichen Bereich angeschnitten. Starke Tiergänge im nördlichen Bereich; leichte Pflanzungsfurchen. | 28963272 | BW   |
| 52° 41′ 10″ N, 7° 38′ 4″ O  | Westrum 9   | Durchmesser ca. 18 m und Höhe ca. 1,4 m. Rund. Durch Tiergänge starke Unförmigkeit; leichte Pflanzungsfurchen. Fußende im westlichen Bereich durch Waldweg leicht angeschnitten.                                                                      | 28963273 | BW   |
| 52° 41′ 9″ N, 7° 37′ 57″ O  | Westrum 10  | Durchmesser ca. 13 m und Höhe ca. 0,9 m. Durch Waldweg und Sandentnahme im südlichen Bereich bis auf ca. 1/3 reduziert. Oberfläche im östlichen Bereich durch neuere Sandaufschüttung verformt.                                                       | 28963174 | BW   |
| 52° 41′ 8″ N, 7° 37′ 54″ O  | Westrum 11  | Durchmesser ca. 17 m und Höhe ca. 1,1 m. Durch Waldweg im südöstlichen Bereich bis zur Hälfte reduziert. Resthügel rund und gleichmäßige Oberfläche.                                                                                                  | 28963276 | BW   |
| 52° 41′ 7″ N, 7° 37′ 57″ O  | Westrum 12  | Durchmesser ca. 17,5 m und Höhe ca. 1,3 m. Fast rund. Gestörte Oberfläche durch starke Tiergänge. Auf dem Gipfel ein Grabungseinschnitt von ca. 2 × 1 m und 0,8 m Tiefe.                                                                              | 28963278 | BW   |
| 52° 41′ 7″ N, 7° 37′ 56″ O  | Westrum 13  | Durchmesser ca. 17 m und Höhe ca. 0,9 m. Fast rund, sehr flach auslaufend. Unförmige Oberfläche durch neuere Sandaufschüttung im südlichen Bereich. Leichte Tiergänge und Pflanzungsfurchen.                                                          | 28963280 | BW   |
| 52° 41′ 9″ N, 7° 37′ 55″ O  | Westrum 14  | Durchmesser ca. 13 m und Höhe ca. 0,8 m. Fast rund. Gestörte Oberfläche durch Bodenanschüttung im östlichen Bereich. | 28963281 | BW   |
| 52° 41′ 10″ N, 7° 37′ 55″ O | Westrum 15  | Durchmesser ca. 11 m und Höhe ca. 0,7 m. Fast rund. | 28963282 | BW   |
| 52° 41′ 6″ N, 7° 37′ 56″ O  | Westrum 16  | Durchmesser ca. 15 m und Höhe ca. 0,9 m. Oval. Gestörte Oberfläche durch leichte Pflanzungsfurchen und Tiergänge. Im südöstlichen Bereich unförmige Oberfläche durch neuere Sandaufschüttung.                                                         | 28963283 | BW   |
| 52° 41′ 6″ N, 7° 37′ 55″ O  | Westrum 17  | Durchmesser ca. 16,6 m und Höhe ca. 1 m. Rund. Leicht gestörte Oberfläche durch Pflanzungsfurchen. Guter Erhaltungszustand. | 28963274 | BW   |
| 52° 41′ 7″ N, 7° 37′ 55″ O  | Westrum 18  | Durchmesser ca. 14 m und Höhe ca. 1 m. Rund. Durch Pflanzungsfurchen leicht gestört; vereinzelte Tiergänge. | 28963284 | BW   |
| 52° 41′ 9″ N, 7° 38′ 2″ O   | Westrum 19  | Durchmesser ca. 14 m und Höhe ca. 0,7 m. Run, flach auslaufend. Leicht gestörte Oberfläche durch Pflanzungsfurchen und leichte Tiergänge. | 28963286 | BW   |
| 52° 41′ 9″ N, 7° 38′ 1″ O   | Westrum 20  | Durchmesser ca. 14 m und Höhe ca. 0,8 m. Fast rund, im westlichen Bereich flach auslaufend. Oberfläche leicht gestört durch mittelstarke Pflanzungsfurchen und vereinzelte Tiergänge.                                                                 | 28963285 | BW   |
| 52° 41′ 8″ N, 7° 38′ 0″ O   | Westrum 21  | Durchmesser ca. 13,5 m und Höhe ca. 1,1 m. Rund. Leicht gestörte Oberfläche durch Pflanzungsfurchen. | 28963166 | BW   |
| 52° 41′ 8″ N, 7° 37′ 59″ O  | Westrum 22  | Durchmesser ca. 17,5 m und Höhe ca. 1,5 m. Rund. Durch Pflanzungsfurchen leicht unregelmäßig; leichte Tiergänge. | 28963289 | BW   |
| 52° 41′ 6″ N, 7° 38′ 0″ O   | Westrum 23  | | 28963290 | BW   |

## Lähden
| Lage                        | Bezeichnung              | Beschreibung | ID       | Bild           |
| --------------------------- | ------------------------ | --- | -------- | -------------- |
| 52° 45′ 54″ N, 7° 34′ 15″ O | Lähden 1, Großsteingrab  | Das Großsteingrab gehört wie auch das Grab in Thuine zum Typ „Emsländische Kammer“. Es weist einen doppelten Steinkranz auf, der auf der Südseite fast vollständig zerstört ist. Weiterhin besteht die Grabkammer aus 15 Jochen, davon nicht mehr alle in ihrer ursprünglichen Lage. Von den ehemals 15 Decksteinen sind nur noch zehn Stück überliefert, von denen auch nur noch vier an ihrem Originalplatz liegen. | 28961810 | Weitere Bilder |
| 52° 44′ 54″ N, 7° 30′ 28″ O | Lähden 2, Großsteingrab  | Die Grabanlage liegt in einem flachen Hügel innerhalb eines Laubwaldes. Ernst Sprockhoff beschreibt in seinem Atlas zur Megalithkultur Deutschlands aus dem Jahre 1975 das Großsteingrab wie folgt: „Eine in ungefähr ostwestlicher Richtung gelegene Steinkammer, deren Tragsteine bis auf den westlichen der nördlichen Langseite, der verschwunden ist, in situ vorhanden sind, nämlich fünf Träger der Südwand, vier Träger der Nordwand und die beiden Träger der Schmalseiten. Es sind drei Decksteine vorhanden, die jedoch alle abgerutscht sind. Der Gang, von dem zwei Tragsteine der Westseite in situ vorhanden sind, ist nach Osten versetzt, wie bei einer holsteinischen Kammer. Die lichte Weite der Kammer beträgt 7,2 m × 1,6 m. Die beiden größten Decksteine scheinen, worauf schon Bödiker hingewiesen hat, durch die Trennung eines großen Blockes hergestellt zu sein. Eine Einfassung für das in einem flachen Hügel stehende Grab ist nicht zu vermuten.“ Das Grab entspricht auch heute noch dieser Beschreibung. | 28961830 | Weitere Bilder |
| 52° 45′ 10″ N, 7° 32′ 5″ O  | Lähden 31, Großsteingrab | Die im Jahre 1987 festgestellte schwach ovale, Ost-West orientierte ebenmäßige Erhöhung, mit einer Länge von 20,5 m und einer Breite von 19,5 m, Höhe 0,7 m ist auch heute noch erkennbar. Kuppe abgeflacht, der Rand auslaufend. An der Stelle des Grabes sind an der Oberfläche keine Steine mehr zu erkennen. | 28961811 | BW             |
| 52° 45′ 30″ N, 7° 34′ 33″ O | Lähden 47, Grabhügel     | Durchmesser ca. 10 m und Höhe ca. 0,8 m. Annähernd rund. Nordostrand an eine Miete grenzend. | 28961812 | BW             |

### Herßum
| Lage                       | Bezeichnung             | Beschreibung | ID       | Bild           |
| -------------------------- | ----------------------- | --- | -------- | -------------- |
| 52° 45′ 4″ N, 7° 37′ 19″ O | Herßum 1, Großsteingrab | Ernst Sprockhoff beschreibt in seinem Atlas zur Megalithkultur Deutschlands aus dem Jahre 1975 das Großsteingrab wie folgt: Eine lange Steinkammer mit Resten einer ursprünglich sicherlich ovalen Einfassung. Die Richtung ist ungefähr Ost-West. Die Kammer ist, wenn auch einige Träger noch in situ stehen, und zwar fünf an der nördlichen und einer an der südlichen Langseite, stark zerstört. Von den zwölf vorhandenen Decksteinen findet sich keiner mehr in situ. Die Rekonstruktion nimmt eine Länge von zwölf Decksteinen und eine ovale Einfassung an, damit eine lichte Weite von 20 m × 2 m, mit zu den Enden eintretender Verschmälerung auf 1,5 m. Heute entspricht das Grab immern noch der damaligen Beschreibung. | 28961672 | Weitere Bilder |

### Holte-Lastrup
| Lage                        | Bezeichnung                     | Beschreibung | ID       | Bild |
| --------------------------- | ------------------------------- | ------------ | -------- | ---- |
| 52° 43′ 45″ N, 7° 35′ 30″ O | Holte-Lastrup 10, Großsteingrab |              | 28961800 | BW   |

#### Holte-Lastrup 1
- ID:28961677
- Sieben Grabhügel und zwei Großsteingräber liegen nahe zusammen. Grabhügel sind bis auf eine Raubgrabung gut erhalten. Von den beiden Großsteingräbern ist nur noch die FStNr. 9 vom Aussehen her als Grabanlage anzusprechen.

| Lage                        | Bezeichnung                    | Beschreibung | ID       | Bild           |
| --------------------------- | ------------------------------ | --- | -------- | -------------- |
| 52° 43′ 58″ N, 7° 35′ 42″ O | Holte-Lastrup 1                | | 28961688 | BW             |
| 52° 43′ 54″ N, 7° 35′ 31″ O | Holte-Lastrup 2                | Durchmesser ca. 16 m und Höhe ca. 1,1 m. Rund, leichte Tiergänge. Anscheinend guter Erhaltungszustand. | 28961686 | BW             |
| 52° 43′ 53″ N, 7° 35′ 32″ O | Holte-Lastrup 3                | Durchmesser ca. 15 m und Höhe ca. 1,3 m. Rund, leichte Tiergänge. Eine rechteckige, muldenartige Einbuchtung. | 28961693 | BW             |
| 52° 43′ 52″ N, 7° 35′ 33″ O | Holte-Lastrup 4                | Durchmesser ca. 14 m und Höhe ca. 1 m. Rund. Flache Pflanzenfurchen. | 28961697 | BW             |
| 52° 43′ 52″ N, 7° 35′ 36″ O | Holte-Lastrup 5                | Durchmesser ca. 13 m und Höhe ca. 0,9 m. Rund. Flache Pflanzenfurchen. | 28961701 | BW             |
| 52° 43′ 51″ N, 7° 35′ 34″ O | Holte-Lastrup 6                | Durchmesser ca. 13,5 m und Höhe ca. 1 m. Rund. Im Ostbereich eine schachtartige Eingrabung (Ausgrabung). Flache Pflanzungsfurchen. | 28961802 | BW             |
| 52° 43′ 51″ N, 7° 35′ 36″ O | Holte-Lastrup 7                | Durchmesser ca. 16 m und Höhe ca. 0,5 m. Rund. Stark auslaufende Form. Pflanzungsfurchen. | 28961806 | BW             |
| 52° 43′ 54″ N, 7° 35′ 33″ O | Holte-Lastrup 8, Großsteingrab | Ernst Sprockhoff beschreibt in seinem Atlas zur Megalithkultur Deutschlands aus dem Jahre 1975 das Großsteingrab wie folgt: „Stark zerstörte Steinkammer in Richtung Nordwest-Südwest. Es sind lediglich vorhanden drei Tragsteine der nord-westlichen Langseite und zwei der südöstlichen Langseite, alle in situ, und mehrere z.T. große Bruchstücke zweier Decksteine. Die Rekonstruktion, die auf diesem Befund und der Rodungsgrube beruht, nimmt eine Kammer von ursprünlich vier Jochen an.“ Vom Steingrab ist heute nur noch die Mulde innerhalb des Hügels, sowie der Hügel selbst im Gelände eindeutig erkennbar. In der Grabmulde mehrere stark zugewachsene Steine. Ob es sich dabei um Träger-, oder Decksteine handelt kann aufgrund des starken Bewuchses nicht mehr eindeutig gesagt werden. | 28961808 | Weitere Bilder |
| 52° 43′ 50″ N, 7° 35′ 34″ O | Holte-Lastrup 9, Großsteingrab | Ernst Sprockhoff beschreibt in seinem Atlas zur Megalithkultur Deutschlands aus dem Jahre 1975 das Großsteingrab wie folgt: „Rest einer nahezu ostwestlich gerichteten Steinkammer. Erhalten ist das Westende in Abschlußstein, ersten Trägerpaar und aufliegendem, allerdings zerbrochenem Deckstein. Der westliche Abschlußstein, drei Träger der südlichen Langseite stehen in situ. Die drei übrigen, nur zum Teil erhaltenen Decksteine liegen in der Gegend der alten Kammer. Die Rekonstruktion nimmt auf Grund des örtlichen Befundes eine vierjochige Kammer an.“ Die Beschreibung Sprockhoffs kann im Gelände nicht mehr voll umfassend nachvollzogen werden. In dem stark zugewachsenen Gelände das Grab auf einem Hügel (Dm. 24 m, H. ca. 1 m). In der ca. 8,5 × 4,5 großen und ca. 0,4 m tiefen Grabmulde, sind mehrere Steine des beschriebenen Großsteingrabes sichtbar. Dabei handelt es sowohl um Trag-, als auch um Decksteine. | 28961809 | Weitere Bilder |

### Vinnen
| Lage                        | Bezeichnung         | Beschreibung | ID       | Bild |
| --------------------------- | ------------------- | --- | -------- | ---- |
| 52° 45′ 21″ N, 7° 40′ 44″ O | Vinnen 1, Grabhügel | Durchmesser ca. 20 m und Höhe ca. 1,3 m. Rund. Auf dem Gipfel ein eingegrabener trigonometrischer Vermessungspunkt; flache Gipfelmulde. Randbereiche gut erhalten. | 28961813 | BW   |